# فرودگاه نیروی هوایی سلطنتی نورثولت
فرودگاه نیروی هوایی سلطنتی نورثولت (به انگلیسی: RAF Northolt) یک فرودگاه نظامی واقع در غرب شهر لندن در کشور انگلستان است. این فرودگاه با (کد یاتا NHT) در ارتفاع ۳۸ متری از سطح دریا واقع شده است و یک باند فرود آسفالت به طول ۱۶۸۴ متر دارد.